# Bike and ride
Der Begriff Bike and ride oder kurz B+R (engl. „radeln und mitfahren“) beschreibt ein Verknüpfungsprinzip in der Verkehrsplanung. Originär wird unter diesem Begriff die Anfahrt zu einem Verknüpfungspunkt (in der Regel ein Bahnhof oder eine Haltestelle) mit dem Fahrrad verstanden. Neuere Begriffsdefinitionen schließen jedoch auch weitere Verknüpfungsformen zwischen dem Fahrrad und dem ÖPNV mit ein.
Ziel dieses weltweit angewandten Prinzips ist im Wesentlichen die Steigerung der Attraktivität des öffentlichen Personennahverkehrsangebotes und die Erweiterung des Einzugsgebietes von Bahnhöfen und Haltestellen.

## Formen
Folgende Verknüpfungsformen sind zu unterscheiden:
- Das Fahrrad dient als Zubringer zum ÖPNV (so genannter Vortransport).
- Das Fahrrad dient als Abbringer vom ÖPNV (so genannter Nachtransport, selten auch als Ride and bike bezeichnet).
- Das Fahrrad dient sowohl als Zu- als auch als Abbringer und wird im ÖPNV-Fahrzeug mitgeführt (so genannte Fahrradmitnahme).

## Bike-and-ride-Anlagen
Folgende Grundtypen von Bike-and-ride-Anlagen werden unterschieden:
- Fahrradabstellanlagen – offene oder überdachte Fahrradständer oder Fahrradbügel
- Fahrradgaragen – abschließbare Aufbewahrungsmöglichkeit (Einzel- oder Mehrfachsysteme)
- Fahrradstationen – bewachte (und damit häufig kostenpflichtige) Abstellanlage mit zusätzlichen Dienstleistungen (Reparatur, Verleih etc.)

## Probleme

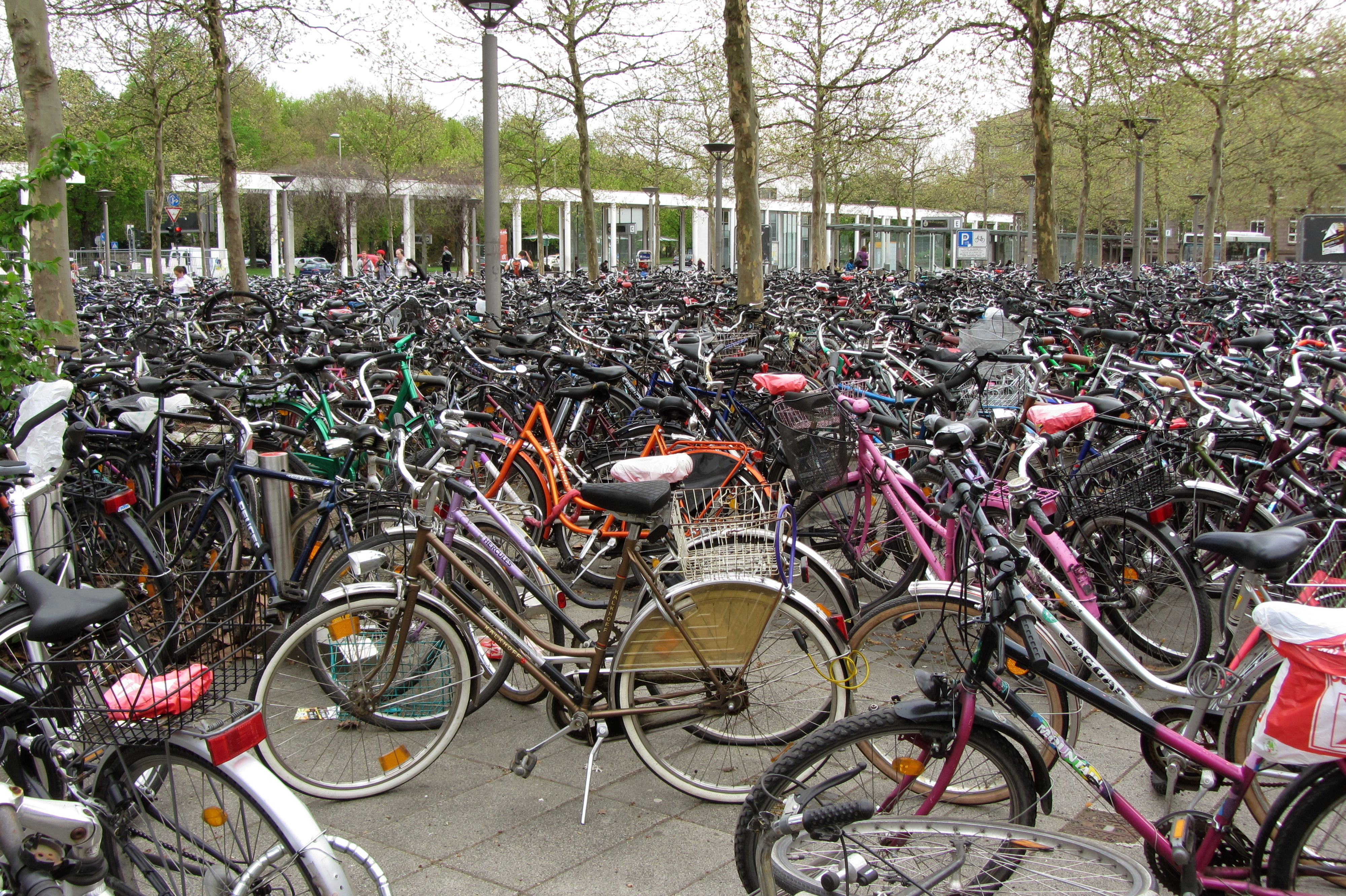
Ungeordnetes Abstellen von Fahrrädern am Bahnhof Göttingen

Sowohl das Abstellen der Fahrräder am Verknüpfungspunkt als auch die Fahrradmitnahme bringen verschiedene Probleme mit sich. So reichen aufgrund der hohen Nutzungszahlen an größeren Bahnhöfen und Haltestellen die vorhandenen Abstellanlagen oftmals nicht aus. Als Folge werden die Fahrräder meist ungeordnet abgestellt. An manchen Verknüpfungspunkten können zusätzliche Abstellmöglichkeiten aufgrund von beengten Platzverhältnissen nicht oder nur mit sehr hohem (finanziellem) Aufwand (beispielsweise durch Anmietung von Privatflächen) geschaffen werden. Sind am Verknüpfungspunkt nur ungesicherte Fahrradabstellmöglichkeiten vorhanden, so besteht die Gefahr von Fahrraddiebstahl oder Vandalismus.
Bei der Fahrradmitnahme ergeben sich ebenfalls unterschiedliche Probleme. Nicht jeder Verknüpfungspunkt ist barrierefrei ausgebaut, was beispielsweise durch einen fehlenden Aufzug auch für den Transport eines Fahrrades beschwerlich sein kann. Des Weiteren schließen viele Verkehrsunternehmen eine Mitnahme aus oder untersagen sie zu Sperrzeiten und/oder in gewissen Fahrzeugen ganz.